# Virilisatie
Virilisatie, masculinisatie of vermannelijking is het ontstaan van mannelijke eigenschappen. Als dit optreedt bij een vrouw is er sprake van hyperandrogenisme.
Symptomen van hyperandrogenisme zijn onder andere hirsutisme, een onregelmatige of uitblijvende menstruatie, het krijgen van een zwaardere stem, beperkte borstgroei en een verhoogd libido. Het kan een symptoom zijn van een onderliggende aandoening of een hormonale onbalans. Androgenen (met name testosteron) spelen een grote rol in het ontwikkelen van mannelijke eigenschappen.

## Oorzaken
De oorzaak kan aangeboren zijn, maar kan ook later ontstaan. Mogelijke oorzaken:
- het gebruik van mannelijke supplementen, bijvoorbeeld anabole steroïden
- het polycysteus-ovariumsyndroom (PCOS)
- het adrenogenitaal syndroom

Als er enkel sprake is van hirsutisme, kan er ook slechts sprake zijn van haarzakjes die gevoeliger zijn voor androgenen.

## Geslachtsorganen
Bij virilisatie kan ook een vergroting (hypertrofie) van de clitoris optreden.